# Lobesia physophora
Lobesia physophora es una especie de polilla del género Lobesia, tribu Olethreutini, familia Tortricidae. Fue descrita científicamente por Lower en 1901.

## Descripción
La envergadura es de 12 milímetros.

## Distribución
Se distribuye por Australia.